# Colaspidema rufifrons
Colaspidema rufifrons — вид жуков из подсемейства хризомелин семейства листоедов.

## Распространение
Встречается в Алжире.

## Описание
Вся переднеспинка и надкрылья (полностью по окружности окаймлённые золотистой линией) окрашены в салатовый цвет, голова золотистого цвета. Лапки чёрные и ярко-рыжие. Усики чёрные, 11-члениковые.